# ルー・マカリ
ルー・マカリ（Lou Macari、1949年6月7日 － ）は、スコットランド・エディンバラ出身の元サッカー選手。現役時代のポジションはMF。元スコットランド代表。

## 経歴
マンチェスター・ユナイテッドでは通算401試合出場、97得点を挙げた。1973年リヴァプールFCへの移籍決定寸前に、マンチェスター・ユナイテッドが獲得、1984年までプレーした。引退後はストーク・シティなどを指揮した。
スコットランド代表としては1978年のワールドカップ・アルゼンチン大会に出場した。

## タイトル
セルテックFC
- スコティッシュプレミアリーグ : 1969–70, 1970–71, 1971–72, 1972–73
- スコティッシュカップ : 1970-71, 1971-72

マンチェスター・ユナイテッド
- FAカップ : 1976-77
- FAコミュニティーシールド : 1977, 1983
- フットボールリーグ・セカンドディビジョン : 1974-75

個人タイトル
- チャンピオンズカップ得点王 : 1971-72